# Namirea
Namirea is een geslacht van spinnen uit de familie Dipluridae.

## Soorten
De volgende soorten zijn bij het geslacht ingedeeld:
- Namirea dougwallacei Raven, 1993
- Namirea eungella Raven, 1984
- Namirea fallax Raven, 1984
- Namirea insularis Raven, 1984
- Namirea johnlyonsi Raven, 1993
- Namirea montislewisi Raven, 1984
- Namirea planipes Raven, 1984